# 刘小枫
刘小枫（1956年—），中华人民共和国当代学者，中国人民大学文学院教授，博士生导师。中山大学“逸仙”讲座教授，博士生导师。

## 生平
1956年5月生于重庆市。
1978年就读于四川外语学院，获文学学士学位，专业日耳曼语言文学；1982年就读于北京大学，获哲学硕士，美学方向；1985年在深圳大学中文系任教；1989年就读于瑞士巴塞尔大学，获神学博士。
1993年起任香港中文大学中国文化研究所研究员、北京大学兼任教授、香港汉语基督教文化研究所学术总监、中山大学哲学系教授，比较宗教研究所所长，香港中文大学中国文化研究所名誉研究员、复旦大学哲学系兼任教授、西南政法大学名誉教授。
现为中国人民大学文学院教授，中国人民大学文学院古典文明研究中心主任。

## 著作
刘小枫的主要学术领域为中西方古典思想、基督教思想史、德国近现代思想史、政治哲学；目前主要研究和教学方向为：古希腊哲学、先秦及两汉思想、古希腊语文学、德国近现代思想、宗教－政治哲学。
刘小枫被称为文化基督徒的代表人物。

### 专著
- 《诗化哲学》（1986，据硕士论文修改成）
- 《拯救与逍遥》（1988，2001、2007两次重新修订，改动颇大）
- 《走向十字架上的真》（1990）
- 《这一代的怕和爱》（1996）
- 《个体信仰与文化理论》（1997）
- 《现代性社会理论绪论-现代性与现代中国》（1998）
- 《沉重的肉身》（1999）
- 《刺猬的温顺》（2002，大学讲演集）
- 《圣灵降临的叙事》（2003）
- 《凯若斯：古希腊语文教程》（上册，附录），华东师范大学版，2005年，476+147页
- 《拣尽寒枝》（增订本），华夏出版社，2007年1月，317页。
- 《这一代人的怕和爱》（增订本），华夏出版社，2007年1月，349页。
- 《沉重的肉身》（第六版），华夏出版社，2007年7月，328页。
- 《拯救与逍遥》（修订本二版），华东师范大学出版社，2007年8月，478页。
- 《儒教与民族国家》，华夏出版社，2007年10月，282页。
- 《诗化哲学》（重订本），华东师范大学出版社，2007年11月，366页。
- 《圣灵降临的叙事》（增订本），华夏出版社，2008年8月，290页。
- 《睇视之光》（三联人文书系），三联书店（香港）有限公司，2008年11月，260页。
- 《昭告幽微：古希腊诗品读》，香港：牛津大学出版社，2009年，207页。
- 《罪与欠》，华夏出版社，2009年2月，235页。
- 《重启古典诗学》，华夏出版社，2010年2月，341页。
- 《诗化哲学》（第2版），华东师范大学出版社，2011年9月，479页。
- 《拯救与逍遥》（第2版），华东师范大学出版社，2011年9月，479页。
- 《走向十字架的真》，华东师范大学出版社，2011年9月，505页。
- 《沉重的肉身》（第六版），华夏出版社，2012年1月，328页。
- 《这一代人的怕和爱》（增订本），华夏出版社，2012年1月，349页。
- 《共和与经纶:熊十力<论六经><正韩>辨正》，生活·读书·新知三联书店，2012年1月，304页。

### 编著
- 三联书店“西方学术文库”（1985年）
- 《20世纪西方宗教哲学文选》（1991）
- “历代基督教学术文库”
- “历代基督教经典思想文库”
- “经典与解释丛书"。

## 争议

### 学术
近年，因为大量介绍美国保守主义学者列奥·施特劳斯的作品，令学术界有些学者以为，他将施特劳斯的研究方法作为解释古典著作的唯一方法，由此而引起一些争议。

### 论毛泽东
2013年5月15日，「鳳凰網讀書會」以「共和，中國的百年之累」為題，邀請中國政法大學教授王人博和中國人民大學教授劉小楓坐而論道，評論近百年來中國爭取共和憲政的歷程。劉小楓提出：「憲政最大的難題就是如何評價毛澤東」，他明確表示：「誰是中國現代的國父呢？從孫中山、蔣介石、毛澤東中考慮，蔣介石已經被開出去了，那我們說是孫中山接著毛澤東，孫中山比起毛澤東差十萬八千里。毛澤東的功績大家都要承認。」，引發了中國知識界的許多爭議。刘小枫还认为“文化大革命”是“人民民主”，因此，“文革使得激进的启蒙德性彻底摧毁自然德性，共和国重新陷入分裂。如果要追究文革理念之罪，最终会追究到西方启蒙理念头上。”